# A Double Wedding
A Double Wedding é um filme de comédia dos Estados Unidos de 1913, estrelado por Ford Sterling e Fred Mace. O filme mudo foi produzido por Mack Sennett.